# Adam Gerard Mappa
Adam Gerard Mappa (Doornik, 25 november 1754 - Barneveld (NY), 15 april 1828) was een Delftse patriot, vanaf 1783 actief in een plaatselijk exercitiegenootschap en met een "vliegend legertje" vanaf 1786. In 1789 emigreerde hij vanuit Frankrijk naar de Verenigde Staten en kreeg een functie als agent van de Holland Land Company. Hij eindigde zijn leven als "burgemeester" van het dorp Barneveld, New York, genoemd naar een van zijn helden Johan van Oldenbarnevelt.

## Biografie
Adam Mappa begon zijn carrière als militair. In het Staatse leger bracht hij het tot luitenant, maar in 1780 trouwde hij en nam een lettergieterij in Rotterdam over. In 1782 bracht hij die naar Delft over. In 1783 werd Mappa lid van het in dat jaar opgerichte plaatselijke exercitiegenootschap 'Vaderlandsch Genootschap' te Delft, een patriotse burgerbewapening. In september 1786 trok hij als commandant van burger-detachementen naar Utrecht, waar patriotse troepen samenkwamen, en waar hij tot in de zomer van het daarop volgende jaar bleef. In januari 1787 was Mappa, met onder andere H.W. Daendels, lid van een 'nationale commissie ter expeditie van burgerzaken' die een defensieplan voor Holland, Utrecht, Gelderland en Overijssel moest ontwerpen om die gewesten te beschermen. Men vreesde namelijk militaire acties die - in naam van prins Willem V - tegen patriotsgezinde gebieden zouden kunnen worden ondernomen.

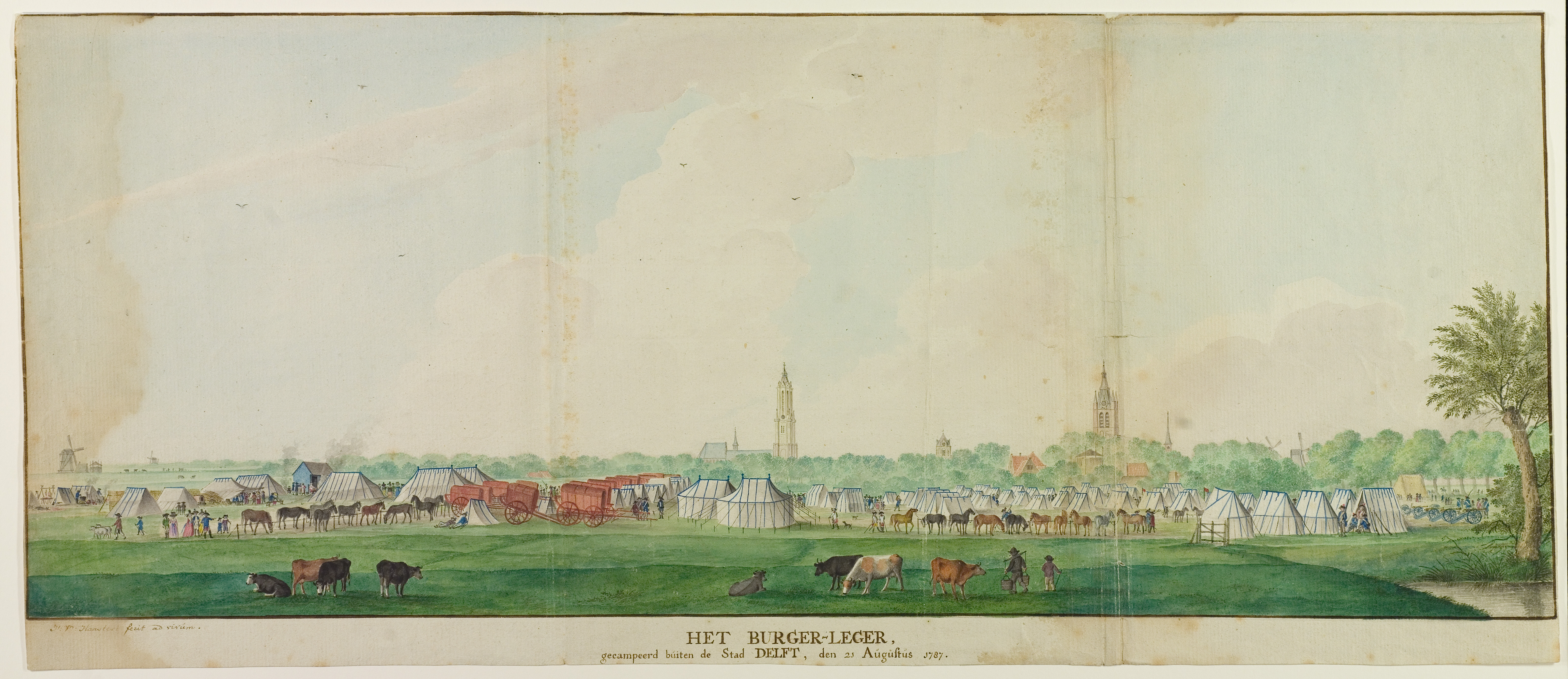
'Het Burger-Leger gecampeerd buiten de Stad Delft, den 21 Augustus 1787'. Aquarel door Isaac van Haastert, collectie Erfgoed Delft.

Vanuit deze voorgeschiedenis verkreeg Mappa het bevel over een klein patriots leger dat bekend is geworden onder de naam "vliegend legertje". Deze patriotse krijgsmacht bestond uit ongeveer 300 man en 200 paarden. Als bevelhebber voerde Mappa de rang van kolonel. Het eerste wapenfeit was de bezetting van het dorp Voorburg en de ontwapening van het Oranje-vrijkorps aldaar. Mappa sloeg zijn kamp op buiten de stad Delft, en daardoor speelde het vliegend legertje een belangrijke rol bij de veranderingen in de samenstelling van de Delftse vroedschap op 21 augustus 1787, zonder dat iemand van zijn troepen een voet binnen de stad zette.
Op 30 augustus werd de baljuw van Westland en rentmeester van 's Prinsen domeinen, Douglas, gevangengenomen. Mappa overlegde met Quint Ondaatje en maakte deel uit van een comité dat plannen tot verdediging van het gewest Holland opstelde. Volgens sommigen was Mappa betrokken bij de aanhouding van prinses Wilhelmina van Pruisen op 28 juni in Goejanverwellesluis, maar daarvoor zijn geen bewijzen.
Patriotse troepen trokken naar Leiden, Dordrecht, Gorcum, Alkmaar, Hoorn en Monnikendam om de plaatselijke patriotten te steunen in hun al dan niet geslaagde poging orangisten uit de vroedschap te verwijderen en de verdediging te organiseren. In Den Briel richtten de burgemeesters een kanon op het legertje en het stadje bleef gespaard van ongewenst bezoek.
Als reactie op de aanhouding van zijn zuster Wilhelmina verklaarde de koning van Pruisen, Frederik Willem II, op 13 september 1787, Holland de oorlog en daarna duurde het niet lang meer voor de patriotten bakzeil moesten halen. Het 'vliegend legertje' van Mappa gaf zich uiteindelijk op 27 september bij Naarden over. Begin oktober bevond Mappa zich nog in het laatste patriotse steunpunt, Amsterdam, dat zich op 10 oktober overgaf. Het betekende het einde van Mappa's aanwezigheid in de Lage Landen. Op 17 december 1790 werd hij door het Hof van Holland "wegens publiek geweld, oproer, en gekwetste majesteit, bij intendith ten eeuwigen dage gebannen uit Holland, Zeeland, Vriesland en Utrecht".

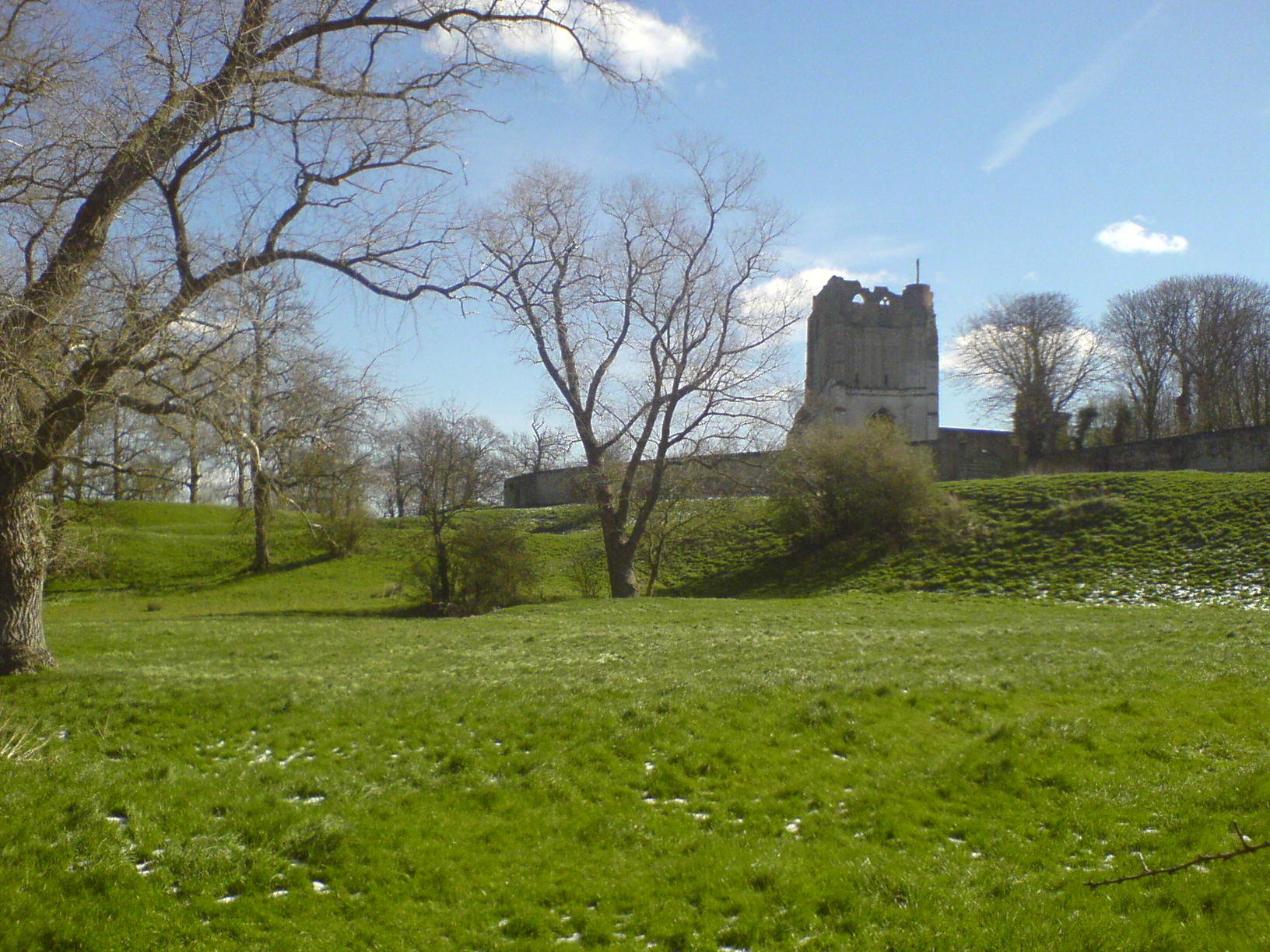
Restanten van de Abdij van Waten waar de commune gevestigd was

Adam Mappa was toen al lang vertrokken: hij was, net als vele andere patriotten, naar het buitenland uitgeweken. In eerste instantie naar Brussel, waar hij lid was van de Societé des Refugiés Hollandois. In april 1788 bevond Mappa zich in Parijs, waar hij kennis maakte met de Amerikanen Thomas Jefferson, ambassadeur van de V.S. in Frankrijk, en Benjamin Franklin. In mei 1788 vestigde Mappa zich in Waten, even ten noorden van Sint-Omaars. Ook zijn vrouw en kinderen kwamen daarnaartoe. Samen met vooraanstaande patriotten als Wybo Fijnje met zijn gezin, H.W. Daendels en Johan Valckenaer betrokken zij een onbewoond jezuïetenklooster (Abdij van Waten). De lotgevallen van deze commune zijn beschreven door Gerrit Paape en door Fijnjes echtgenote.
Vanuit Frankrijk emigreerde de familie Mappa in oktober 1789 naar Amerika. Op 1 december 1789 arriveerde het gezin in New York. Zij kregen aanvankelijk onderdak bij John Adams op Richmond Hill, vervolgens zette Mappa de allereerste lettergieterij op (22 Greenwich Street, Manhattan). Alhoewel hij ook Oosterse letters kon gieten, werd het bedrijf geen succes.
In 1794 bood hij het bedrijf te koop aan, toen Mappa een aanstelling kreeg als agent van de Holland Land Company. Ook zijn vriend François Adriaan van der Kemp, een doopsgezind voorganger en ex-kolonel woonde inmiddels op een boerderij in het NW van de staat New York.  In 1797 volgde Mappa Gerrit Boon op en werd hij "supervisor" in Barneveld, NY en Van der Kemp kwam met zijn gezin in het dorp wonen. In 1805 hield Mappa op met zijn boerenbedrijf. Zijn landhuis, gebouwd rond 1810 in Georgiaanse stijl, bestaat nog steeds en heet nu "Mappa Hall". Mappa correspondeerde met Pieter Vreede en Johan Luzac en raakte aan het einde van zijn leven in financiële moeilijkheden. Hij had van de Company voor 120.000 dollar grond gekocht, die hij niet kon af betalen.